# Quốc vương Malaysia
Yang di-Pertuan Agong (nghĩa đen "Ngài là Chúa"), Jawi: يڠدڤرتوان اݢوڠ), còn được gọi là Thủ lĩnh Tối cao của Liên bang, Quốc vương Tối cao hoặc Quốc vương Malaysia, là người đứng đầu nhà nước Liên bang Malaysia. Quy định quốc vương đứng đầu Liên bang được bắt đầu từ ngày 31 tháng 8 năm 1957, thời điểm Malaysia giành độc lập. Các quốc vương được suy tôn theo hình thức bầu chọn và việc bầu chọn ra quốc vương được diễn ra 5 năm một lần và đây cũng chính là nhiệm kì của một vị Yang di-Pertuan Agong. Việc bầu chọn vua cho Malaysia được tiến hành bởi Hội nghị các quân chủ Malaysia. Các Yang di-Pertuan Agong được bầu chọn từ các Sultan của 9 bang hồi giáo trên Bán đảo Mã Lai gồm Johor, Kedah, Kelantan, Negeri Sembilan, Pahang, Perak, Perlis, Selangor và Terengganu. Các bang có người đứng đầu là thống đốc không có quyền ứng cử.

Các Yang di-Pertuan Agong chủ yếu có vai trò về nghi lễ, quyền hạn thật sự nằm trong tay Hội đồng Bộ trưởng Liên Bang, đứng đầu là Thủ tướng.
Yang di-Pertuan Agong thứ 17 và hiện tại là Sultan Ibrahim Ismail của Johor. Ông được bầu vào ngày 24 tháng 1 năm 2024 tại cuộc họp đặc biệt lần thứ 252 của Hội nghị các quân chủ. Quốc vương tuyên thệ nhậm chức vào ngày 31 tháng 1 năm 2024 sau cuộc họp đặc biệt lần thứ 253 của Hội nghị các quân chủ tại Istana Negara, Jalan Duta.
Yang di-Pertuan Agong thường chỉ giữ vai trò nghi lễ và ít khi can thiệp hoặc bình luận về công việc của chính phủ. Tuy nhiên, những động thái và phát ngôn của ông nếu được tuyên bố ra luôn có sức ảnh hưởng lên xã hội, điển hình như sự kiện diễn ra ngày 29/07/2021, Chính phủ của Thủ tướng Muhyiddin đã tuyên bố dỡ bỏ lệnh phong toả dịch COVID-19 mà không xin ý kiến của Quốc vương và Quốc hội, nên đã khiến cho Quốc vương Abdullah Sultan Ahmad Shah thể hiện sự tức giận. Nhân sự kiện này, các nghị sĩ phe đối lập đã công kích chính phủ rằng: "Đây rõ ràng là một sự phản bội Quốc vương và đi ngược lại hiến pháp liên bang". Hoàng gia đã ra thông cáo với nội dung: "Bệ hạ thực sự buồn trước tuyên bố ngày 26/07 rằng chính phủ đã thu hồi tất cả các sắc lệnh khẩn cấp do Người ban hành mà không được sự đồng ý của Người". Chính sự tức giận của quốc vương Abdullah Sultan Ahmad Shah khiến cho chính phủ của thủ tướng Muhyiddin lung lay và mất tín nhiệm nghiêm trọng.

## Lịch sử
Năm 1957, Malaysia giành được độc lập, Hội đồng lâm thời đã họp bàn và chọn ra người đứng đầu nhà nước.
Các ứng cử viên gồm:
- Sultan Abu Bakar Riayatuddin Al-Muadzam Shah ibni Almarhum Sultan Abdullah Al-Mutassim Billah Shah (Sultan của Pahang, 1932-1974);
- Tuanku Abdul Rahman ibni Tuanku Muhammad Almarhum (Người thừa kế của Negeri Sembilan, 1933-1960);
- Sultan Hisamuddin Alam Shah Al-Haj ibni Almarhum Sultan Alaeddin Sulaiman Shah (Sultan của Selangor, 1938-1942, 1945-1960);
- Sultan Badlishah ibni Almarhum Sultan Abdul Halim Hamid Shah (Sultan của Kedah, 1943-1958);
- Sultan Ibrahim Petra ibni Almarhum Sultan Muhammad IV (Sultan của Kelantan, 1944-1960);
- Tuanku Syed Putra ibni Almarhum Syed Hassan Jamalullail (Người thừa kế của Perlis, 1945-2000);
- Sultan Ismail Nasiruddin Shah ibni Almarhum Sultan Zainal Abidin III (Sultan của Terengganu, 1945-1979);
- Sultan Yusuf Izzudin Shah ibni Almarhum Sultan Abdul Jalil Nasruddin (Sultan của Perak, 1948-1963)
- Tuanku Ismail ibni Sultan Ibrahim (Thái tử thừa kế của Johor, sau làm Sultan giai đoạn 1959-1981).

Cuối cùng, Abdul Rahman ibni Tuanku Muhammad Almarhum - Người thừa kế của Negeri Sembilan đã trở thành  Yang di-Pertuan Agong đầu tiên.

## Danh sách các Yang di-Pertuan Agong
| Thứ tự | Tên                                 | Bang            | Nhiệm kì                                    | Sinh                 | Chết                 |
| ------ | ----------------------------------- | --------------- | ------------------------------------------- | -------------------- | -------------------- |
| 1      | Tuanku Abdul Rahman                 | Negeri Sembilan | 31 tháng 8 năm 1957 – 1 tháng 4 năm 1960    | 24 tháng 8 năm 1895  | 1 tháng 4 năm 1960   |
| 2      | Sultan Hisamuddin Alam Shah         | Selangor        | 14 tháng 4 năm 1960 – 1 tháng 9 năm 1960    | 13 tháng 5 năm 1898  | 1 tháng 9 năm 1960   |
| 3      | Tuanku Syed Putra                   | Perlis          | 21 tháng 9 năm 1960 – 20 tháng 9 năm 1965   | 25 tháng 11 năm 1920 | 16 tháng 4 năm 2000  |
| 4      | Sultan Ismail Nasiruddin Shah       | Terengganu      | 21 tháng 9 năm 1965 – 20 tháng 9 năm 1970   | 24 tháng 1 năm 1907  | 20 tháng 9 năm 1979  |
| 5      | Tuanku Abdul Halim                  | Kedah           | 21 tháng 9 năm 1970 – 20 tháng 9 năm 1975   | 28 tháng 11 năm 1927 | 11 tháng 9 năm 2017  |
| 6      | Sultan Yahya Petra                  | Kelantan        | 21 tháng 9 năm 1975 – 29 tháng 3 năm 1979   | 10 tháng 12 năm 1917 | 29 tháng 3 năm 1979  |
| 7      | Sultan Ahmad Shah Al-Mustain Billah | Pahang          | 29 tháng 3 năm 1979 – 25 tháng 4 năm 1984   | 24 tháng 10 năm 1930 | 22 tháng 5 năm 2019  |
| 8      | Sultan Iskandar                     | Johor           | 26 tháng 4 năm 1984 – 25 tháng 4 năm 1989   | 8 tháng 4 năm 1932   | 22 tháng 1 năm 2010  |
| 9      | Sultan Azlan Muhibbuddin Shah       | Perak           | 26 tháng 4 năm 1989 – 25 tháng 4 năm 1994   | 19 tháng 4 năm 1928  | 28 tháng 5 năm 2014  |
| 10     | Tuanku Jaafar                       | Negeri Sembilan | 26 tháng 4 năm 1994 – 25 tháng 4 năm 1999   | 19 tháng 7 năm 1922  | 27 tháng 12 năm 2008 |
| 11     | Sultan Salahuddin Abdul Aziz        | Selangor        | 26 tháng 4 năm 1999 – 21 tháng 11 năm 2001  | 8 tháng 3 năm 1926   | 21 tháng 11 năm 2001 |
| 12     | Tuanku Syed Sirajuddin              | Perlis          | 13 tháng 12 năm 2001 – 12 tháng 12 năm 2006 | 17 tháng 5 năm 1943  |                      |
| 13     | Tuanku Mizan Zainal Abidin          | Terengganu      | 13 tháng 12 năm 2006 – 12 tháng 12 năm 2011 | 22 tháng 1 năm 1962  |                      |
| 14     | Tuanku Abdul Halim                  | Kedah           | 13 tháng 12 năm 2011 – 12 tháng 12 năm 2016 | 28 tháng 11 năm 1927 | 11 tháng 9 năm 2017  |
| 15     | Muhammad V                          | Kelantan        | 13 tháng 12 năm 2016 – 6 tháng 1 năm 2019   | 6 tháng 10 năm 1969  |                      |
| 16     | Abdullah của Pahang                 | Pahang          | 31 tháng 1 năm 2019 – 31 tháng 1 năm 2024   | 30 tháng 7, 1959     |                      |
| 17     | Ibrahim Ismail của Johor            | Johor           | 31 tháng 1 năm 2024 – nay                   | 22 tháng 11, 1958    |                      |

## Ứng viên

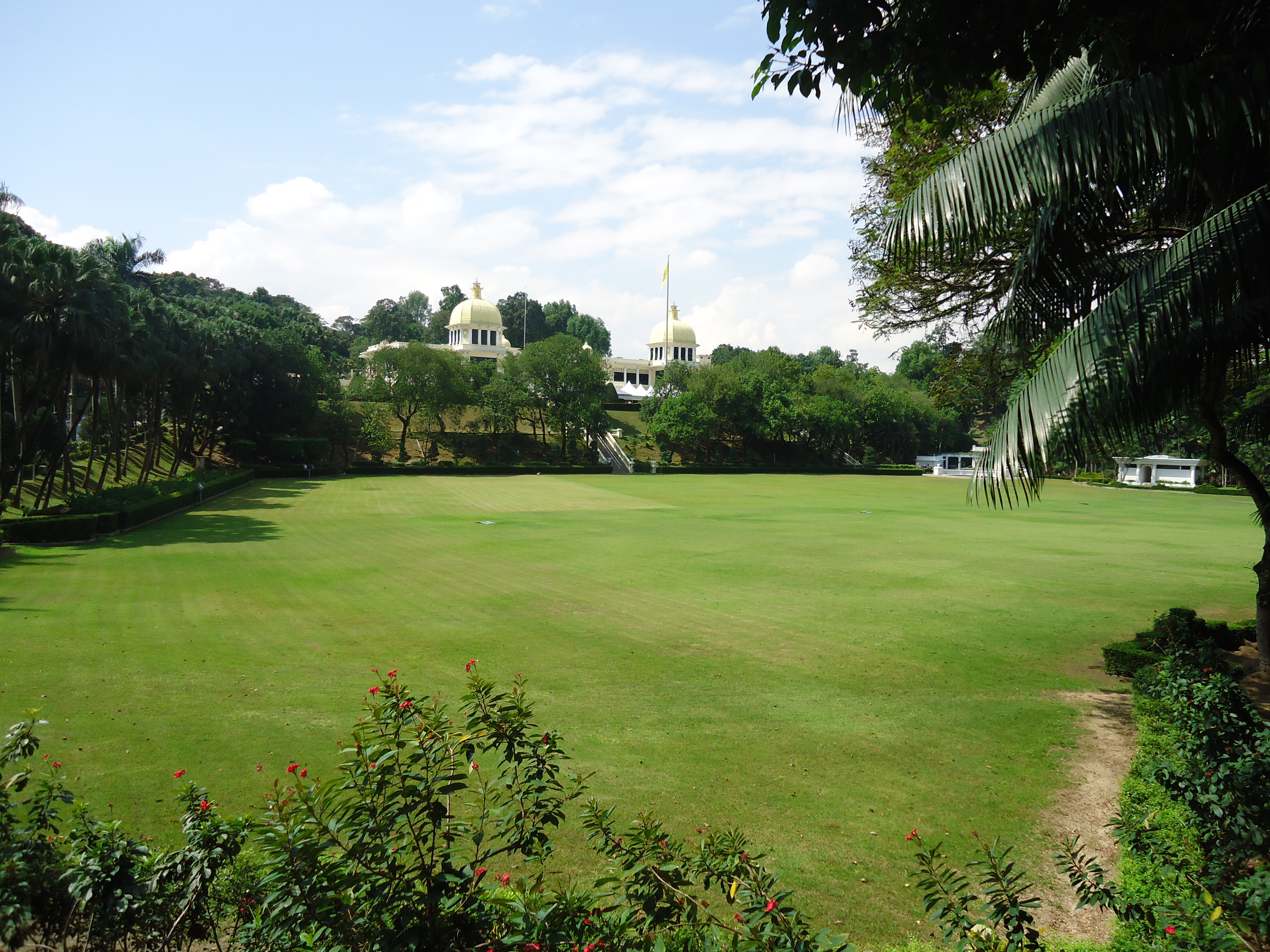
Istana Negara ở Jalan Istana - nơi bầu cử từ 1957 đến 2011

Yang di-Pertuan Agong được bầu với thời gian năm năm một lần với các ứng viên là chín người cai trị của các bang của Malaysia (chín trong số mười ba tiểu bang của Malaysia có người cai trị là các quốc vương Hồi giáo). Hội nghị bầu cử gọi là Majlis Raja -raja

Các ứng cử viên tham gia gồm:
- Yang di-Pertuan Besar (hoặc Yamtuan Besar) của Negeri Sembilan
- Quốc vương Selangor
- Raja của Perlis
- Sultan của Terengganu
- Quốc vương Hồi giáo Kedah
- Sultan của Kelantan
- Quốc vương Pahang
- Quốc vương Johor
- Sultan của Perak

## Bầu cử
Hiến pháp quy định:
- Chỉ có một người cai trị của hoàng gia mới có thể được bầu.
- Chỉ có những người cai trị của hoàng gia mới có thể bỏ phiếu.

Người ứng cử đủ điều kiện trên nhưng không được ứng cử trở thành Yang di-Pertuan Agong  nếu:
- Là người ở tuổi vị thành niên.
- Không muốn được bầu thành Yang di-Pertuan Agong.

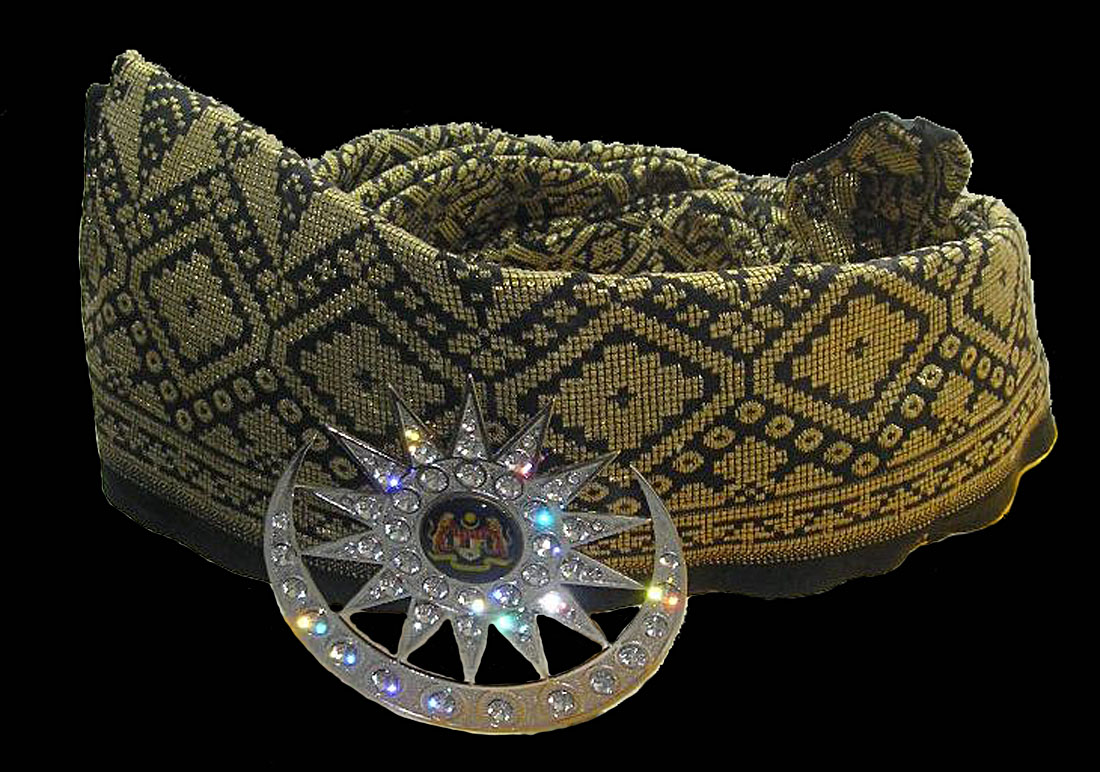
Mũ miện của Quốc vương nhà nước Liên bang

Cuộc bầu cử được thực hiện bởi một cuộc bỏ phiếu kín. Các lá phiếu được sử dụng không được đánh số, nhưng đánh dấu bằng bút và mực in tương tự, và được đưa vào một thùng phiếu. Chỉ các thành viên Hội đồng nhà nước mới được tham gia bầu cử.
Quá trình bầu cử được hoàn thành chỉ sau khi Hội đồng chấp nhận ứng viên thành một Yang di-Pertuan Agong mới. Sau đó Hội nghị tuyên bố Yang di-Pertuan Agong nắm giữ chức vụ một nhiệm kỳ năm năm. Các lá phiếu bị hủy trong sự hiện diện của các Sultan ngay sau khi kết quả của cuộc bầu cử được công bố.
Yang di-Pertuan Agong sẽ chỉ định thủ tướng như một quan nhiếp chính trong suốt thời gian nhiệm kỳ năm năm của mình cho nhà nước. Thông thường, thủ tướng là một người thân cận của quốc vương mới. Thủ tướng đóng vai trò là người đứng đầu nhà nước ở tất cả các lĩnh vực ngoại trừ vai trò của người đứng đầu Hồi giáo của Yang di-Pertuan Agong.